# 서민호
서민호(徐珉濠, 1903년 4월 27일 대한제국 전라남도 고흥 출생 - 1974년 1월 24일 대한민국 서울에서 별세.)는 대한민국의 정치인이다. 본관은 이천이며, 전라남도 고흥군 출생이다.

## 학력
- 1928년: 일본 와세다 대학 정경학과 학사
- 1935년: 미국 컬럼비아 대학교 대학원 정치사회학부 정치학 석사(MA학위취득)

## 경력
- 전라남도 고흥군 출신
- 미국으로 유학, 웨슬리안대학에서 수학
- 미국 컬럼비아 대학 석사학위
- 조선어학회 사건으로 함흥형무소에 투옥
- 1945년 8월 16일: 초대광주시장[2]
- 1945년 9월 1일: 해방 정국의 혼란기에서 좌익계 인사를 탄압하려다가 광주교도소에 잠시 갇혔다가 9월 중순 미군정 주둔이 확인되면서 풀려났다.
- 1945년: 조선전업회사 사장
- 1946년 1월: 다시 광주시장에 임명, 당시 전라남도도지사 한국인 군정고문회의나 한독당 등에서 그의 시장 임명을 반대하였다.
- 1946년: 전라남도지사 당시, 박철웅과 함께 조선대학교 설립을 주도[3]
- 1948년 5월 10일: 대한민국 제헌국회 총선(전남 고흥을) 낙선
- 국회 내무위원장
- 제5대 민의원 부의장
- 자민당 최고위원
- 민정당 당무위원
- 제6대 국회의원이던 1965년, 한일기본조약에 반대해 국회의원을 사퇴하였다. 1966년 5월 10일 민사당은 발기인대회를 갖고 서민호를 당 대표최고위원으로 선출하고, 서신교환과 기자·문화인교류 등 남북간의 부분적 교류를 당의 통일정책으로 채택한 발기취지문을 발표하였다. 1966년 5월 27일 창당준비 확대대회에서 서민호는 한일기본조약의 폐기, 주월 한국군의 철수 등을 주장하는 동시에 "내가 만약 집권한다면 북한의 김일성과 국제기구를 통하거나 해서 면담, 대결할 용의가 있다"고 발언하였다. 1주일 후인 6월 3일 서민호는 반공법 위반 혐의로 구속되었다.[4] 재판부는 남북교류론과 월남 파병 반대 부분에 대해서는 무죄를 인정했으나, 김일성과의 면담 부분에 대해서는 "반국가단체의 수괴를 자신과 대등한 위치로 끌어올림으로써 반국가단체인 북괴를 합법 정부인 대한민국과 동등하게 취급했다"는 이유로 유죄를 인정했다. 이리하여 1966년 12월 27일 서울형사지법(판사 신남식)은 서민호에게 징역 2년, 자격정지 2년의 실형을 언도하였다.[5]

서울민사지법 항소부는 1970년 10월 17일 월남파병 반대와 언론인 체육인 등의 남북교류를 주장하여 1심에서 징역2년 자격정지2년을 선고받은 서민호에 대해 "피고인의 행위는 반공법 제4조 1항에 해당하나 반공법을 적용함에 있어서는 반공 정치인이 남북통일 월남파병 남북교류 등 이른바 고도의 통치행위에 속하는 사항에 관한 정치적 발언을 한 경우 그 발언이 자유민주주의를 기조로 하는 우리나라 헌법상 기본적 질서를 부정하지 않는다고 보여지는 한에 있어서는 형법 제20조 소정의 정당행위로서 위법성이 조각된다"는 이유로 무죄를 선고했다.
앞서 "북괴를 대한민국과 대등한 지위나 또는 국제법상의 법 주체로 인정하는 발언을 할 경우와 국가안위에 관련된 사항을 개인입장에서 주장하는 행위는 형법상의 정당행위로는 도저히 볼 수 없다"고 말했던 서울지검 공안부 최대현 검사는 "남북교류나 김일성 면담을 주장한 연설을 정당행위로 본 판결은 잘못된 것"이며 "앞으로도 계속 이런 주장을 하는 사람들을 반공법위반으로 입건, 수사하겠다"고 했다.
- 1967년 대한민국 대통령 선거 입후보 및 사퇴

서울형사지법 남윤호 판사는 1967년 4월 14일 5.3 대통령선거를 앞두고 대통령 입후보자 자격으로 대전에서 기자회견을 열고 불손한 발언을 하여 5월 8일 구속됐다가 27일에 보석으로 석방된 1전 대중당 당수 서민호에 대하여 1972년 4월 17일 반공법위반 선고공판을 열고 징역1년 자격정지1년 집행유예2년을 선고했다.
- 대중당 대표최고위원
- 제2대 국회의원(전남 고흥을, 무소속) ㅡ 국민 방위군 운용 자금 횡령 착복 비리 의혹 사건 폭로 , 국군 11사단의 후방 지역 공비 토벌 작전 중 발생한 거창 양민 학살 도륙 사건 관련 제보 군인과 접촉하여 자료 접수 및 국회 차원의 진상 조사 의향 표명 (해당 군인은 3일 후 대구 출장 중 의문의 교통 사고로 순직하여 거창 양민 학살 도륙 사건은 신중목 의원이 진상 조사 진행)
- 제5대 국회의원(전남 고흥을, 무소속)
- 제6대 국회의원(서울 용산, 자유민주당)
- 제7대 국회의원(전남 고흥, 대중당)

## 관련 서적
- 강준만, 한국현대사산책 1950년대편 1 (인물과사상사, 2006년)
- 장면, 한알의 밀이 죽지 않고는 (가톨릭출판사, 1967년)
- 홍우출판사, 정계야화 (전2권) (홍우출판사, 1966년)

## 역대 선거 결과
|  | 46.36% |

|  | 81.14% |

|  | 59.68% |

|  | 31.30% |

|  | 0% |

|  | 50.43% |

|  | 35.64% |

## 참고 문헌
- 서민호 - 대한민국헌정회

| 전임 (초대) | 초대 미군정 전라남도 광주부윤 1945년 8월 16일 ~ 1945년 10월 26일 | 후임 디론(Diron) |

| 전임 디론(Diron) | 제3,4대 미군정 전라남도 광주부윤 1946년 1월 24일 ~ 1946년 6월 2일 1946년 6월 3일 ~ 1946년 10월 16일 | 후임 김희성 |

| 전임 최영옥 | 제3대 미군정 전라남도지사 1946년 10월 16일 ~ 1947년 7월 9일 | 후임 박건원 |

| 전임 윤일중 | 조선전업 대표이사 사장 1948년 ~ 1950년 | 후임 이희준 |